# La Puerta (Trujillo)
La Puerta es un pueblo turístico y capital de la parroquia del mismo nombre, perteneciente al Municipio Valera del Estado Trujillo, Venezuela. El poblado de La Puerta se caracteriza por tener un clima templado de altura, ubicada en los Andes Venezolanos. El paisaje es de gran valor escénico por la presencia de ríos, valles y altas montañas como el "El Llanito" , "El Toro" y el "Páramo de los Torres". También cuenta con La Lagunita, una laguna y sitio de ocio ubicada a 1800 m s. n. m. (que está a solo 10 minutos del poblado), con paseo en bote y alquiler de caballos. Además de estos atractivos turísticos vale la pena hacer una visita a su hermosa Iglesia de la Virgen de La Paz y al Hotel Guadalupe. La Puerta es un Pueblo turístico por excelencia, que es muy visitado por turistas provenientes del Estado Zulia, el resto del país y del extranjero.

## Economía

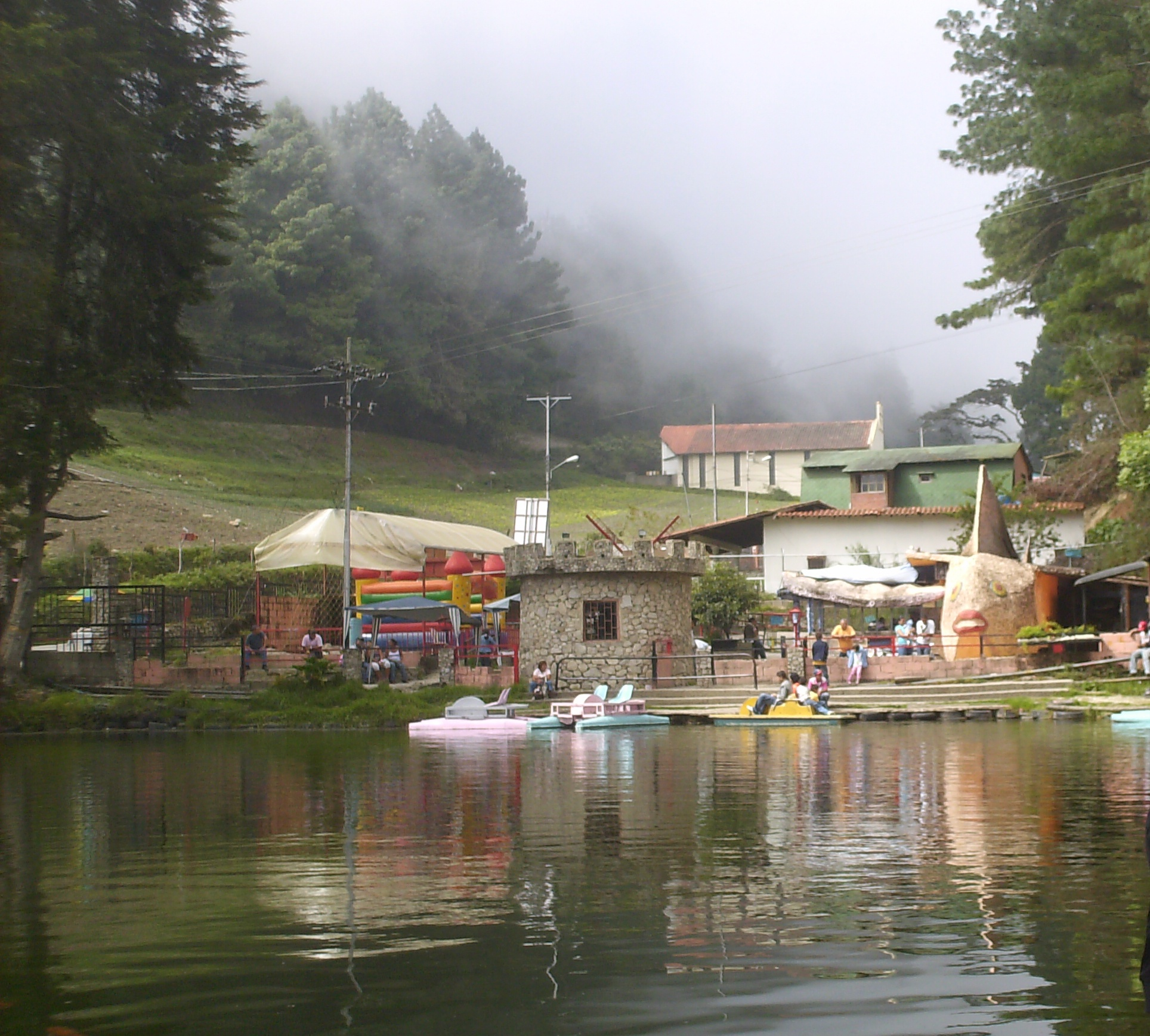
La Lagunita como era en el año 2009 ubicada en La Puerta, Trujillo, Venezuela.

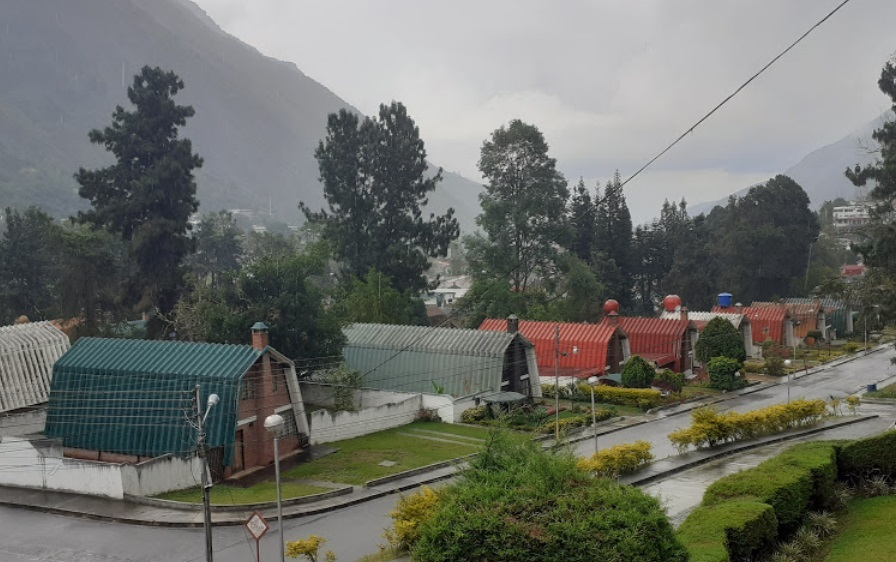
Chalets al estilo escandinavo.

El turismo le ha dado tanto auge al pueblo que hasta tiene un centro comercial. Actualmente, salvo en las ciudades, no hay un centro comercial como el de La Puerta en los pueblos andinos venezolanos.
El comercio está concentrado al centro del pueblo, hay muchas ventas de artesanías, fresas con crema y demás platos típicos de esta zona del país.
Esta parroquia también se destaca por la producción agrícola de diferentes tipos de hortalizas como cebollas, papas, tomates, lechuga, zanahorias, repollo y otros cultivos como plantas ornamentales de distintas clases tales como rosas y claveles. La Puerta es también gran productora de fresas, moras y champiñones que se distribuyen en todo el País y hasta las Islas del Caribe, específicamente Curazao.
La Plaza Bolívar tiene una muy hermosa jardinería, cuyo verdor contrasta con la blancura de la Iglesia, al atardecer comienza a bajar la neblina que le da ese toque celestial que buscan los visitantes de otros Estados.
En la plaza hay un cartel que dice: "Bolívar pasó por este Pueblo el 13 de junio de 1813, cuando, procedente de Timotes, se dirigía a Trujillo en la continuación de su Campaña Admirable".
La Vía asfaltada de 21 km desde la ciudad de Valera, es parte de la carretera Trasandina del estado Trujillo y continua hacia Timotes (Estado Mérida) tiene un alto valor escénico y está en buen estado.

## Toponimia
Fundada en 1620 con el nombre de San Pablo de Momboy, va tomando el nombre de la Puerta por ser una población fronteriza en la época del Virreinato, entrada a la provincia de Venezuela. La Puerta de Venezuela, también se ha escuchado nombrar como La Puerta de Los Andes. Se dice que Humboldt y el famoso obispo Mariano Martí, quien también visitó esta población, ya la llamaban La Puerta. La Población está situada en el valle del Río Momboy.
Marco Aurelio Vila nos dice (Antecedentes coloniales de centros poblados en Venezuela, UCV, Caracas 1978, p.233): "Martí (1777), quien la denomina Pueblo del Apóstol San Pablo de Momboy, alias La Puerta, le señala 20 casas concentradas con 22 familias...".
El 20 de diciembre de 1958 en la avenida Bolívar (Troncal 7), es asesinado un militante de acción democrática (AD) llamado Héctor Rafael Rosales Bello, quien acudía a reuniones secretas de la resistencia en contra de Marcos Pérez Jiménez, este personaje es asesinado durante la organización de una parrillada para celebrar la victoria del entonces presidente Rómulo Betancourt, es asesinado por Jesús Chuecos militante del partido (COPEI) por un disparo fulminante en corazón. Luego de este suceso la población enardecida causa daños a la prefectura, debido a que en este horrendo suceso Jesús Chuecos culpa a un policía de haber asesinado a Héctor Rosales, no obstante el entonces presidente Rómulo Betancourt da indulto a este policía inocente quedando así el asesino en libertad. 
En La Puerta nació Miguel Ángel Burelli Rivas, ministro de Venezuela (en 1964 y en 1994-1999) y candidato presidencial en 1968 y 1973.